# روابط پاکستان و عربستان سعودی
روابط دوجانبهٔ میان جمهوری اسلامی پاکستان و پادشاهی عربستان سعودی به‌صورت تاریخی بسیار دوستانه و نزدیک است. عربستان سعودی و پاکستان از زمان تأسیس کشور پاکستان در سال ۱۹۴۷ میلادی، به‌دنبال توسعهٔ روابط تجاری، فرهنگی، مذهبی، سیاسی، و استراتژیک بوده‌اند. پاکستان رابطهٔ خود با عربستان سعودی را به‌عنوان «مهم‌ترین رابطهٔ دوجانبه» در سیاست خارجی فعلی پاکستان می‌داند و در تلاش است که روابط دوجانبهٔ نزدیک‌تر با عربستان سعودی را گسترش دهد.

## تاریخچه
عربستان سعودی، بزرگترین کشور در شبه‌جزیرهٔ عربستان، میزبان شهرهای مقدس اسلام، مکه و مدینه، و مقصد حجاج از سراسر جهان، جذابیت‌های زیادی برای پاکستان دارد. از طرف دیگر، پاکستان با داشتن یکی از بزرگ‌ترین ارتش‌های جهان، و به‌عنوان تنها کشور دارای سلاح هسته‌ای در میان کشورهای مسلمان، موقعیت منحصربه‌فرد خود را حفظ کرده‌است.
بر پایهٔ بررسی‌های مرکز تحقیقات پیو، پاکستانی‌ها با ۹۵ درصد، بیش‌ترین نگاه مثبت را به عربستان سعودی در میان کشورهای جهان دارند. بی‌بی‌سی ادعا کرده‌است که در سال ۲۰۱۳ میلادی، عربستان سعودی در پروژه‌های سلاح‌های هسته‌ای پاکستان سرمایه‌گذاری مالی کرده‌است. عربستان سعودی همراه کوشیده‌است تا با دادن وام و کمک‌های بلاعوض، نظر پاکستان را جلب کند، معمولاً این کمک‌های مالی تحت پوشش اعانه‌های نمادین مذهبی انجام می‌شوند. برای نمونه در سال ۲۰۱۴ میلادی ۲۰۰ تُن خرما به پاکستان هدیه داده‌شد.
نواز شریف، نخست‌وزیر پیشین پاکستان، از ارتباطات بسیار نزدیک با اعضای ارشد آل سعود برخوردار بود. هنگامی که شریف در کودتای نظامی ۱۹۹۹ از قدرت ساقط شد، عربستان سعودی مداخله‌کرد، و رهبر نظامی کودتا، پرویز مشرف، اجازه داد تا شریف به‌همراه خانواده‌اش برای تبعید وارد عربستان سعودی شوند. در ۸ ژانویهٔ ۲۰۱۴ میلادی المانیتور گزارش داد که همکاری با پاکستان باعث خشنودی عربستان سعودی خواهد شد زیرا پاکستان تنها متحد غیرعرب مهم عربستان سعودی در منطقه است و باعث حفظ هژمونی عربستان در جهان عرب، و غلبه بر مشکلات امنیتی داخلی این کشور خواهد شد. عربستان سعودی اغلب به‌دنبال تأمین منابع اقتصادی و وعدهٔ سرمایه‌گذاری در برابر همکاری نظامی و امنیتی از پاکستان است. در ۲ آوریل ۲۰۱۴ میلادی، روزنامهٔ پاکستان تودی گزارش داد که پاکستان پس از دریافت ۱٫۵ میلیارد دلار در اوایل سال ۲۰۱۴ میلادی از عربستان سعودی، هواپیماهای نظامی جی اف-۱۷ ثاندر را به عربستان سعودی خواهد فروخت.

## توسعهٔ روابط دوجانبهٔ دو کشور
عربستان سعودی و پاکستان، اعضای اصلی سازمان همکاری اسلامی (OIC) هستند. عربستان سعودی یکی از قوی‌ترین حامیان پاکستان در زمان جنگ‌های پاکستان و هند بود، و با تأسیس کشور بنگلادش از پاکستان شرقی در سال ۱۹۷۱ میلادی مخالفت می‌کرد. عربستان سعودی در مورد مناقشهٔ کشمیر از موضع پاکستان حمایت می‌کند، و حامی موضع این کشور در روند صلح هند و پاکستان است. عربستان سعودی و پاکستان، حمایت مالی و سیاسی گسترده‌ای برای پشتیبانی از طالبان و مجاهدین افغان در جنگ شوروی در افغانستان در دههٔ ۱۹۸۰ میلادی انجام دادند. در سال‌های ۱۹۹۰–۱۹۹۱ میلادی در جریان جنگ خلیج فارس، پاکستان برای محافظت از اماکن مقدس در عربستان سعودی، نیروهای نظامی گسیل داشت. همراه با امارات متحدهٔ عربی، عربستان سعودی و پاکستان تنها کشورهایی بودند که حکومت طالبان در افغانستان را به‌رسمیت شناختند.
در مه ۱۹۹۸ میلادی، عربستان سعودی تنها کشوری بود که از طریق نواز شریف، نخست‌وزیر وقت پاکستان، در مورد تصمیم این کشور مبنی بر آزمایش جنگ‌افزار هسته‌ای، اطلاع کامل یافت. پس از آزمایش‌های موفقیت‌آمیز اتمی (Chagai-I و Chagai-II) عربستان سعودی و امارات متحدهٔ عربی، تنها کشورهایی بودند که از پاکستان پشتیبانی کرده و پیام‌های تبریک فرستادند. افزون بر این، عربستان سعودی وعدهٔ تأمین روزانه ۵۰٫۰۰۰ بشکه نفت خام را به‌منظور کمک به پاکستان در مقابله با تحریم‌های اقتصادی احتمالی در آینده داد.

## همکاری‌های نظامی
پاکستان همکاری‌های نظامی نزدیک با عربستان سعودی دارد، از جمله، پشتیبانی دفاعی گسترده، تأمین اسلحه، و آموزش نیروهای مسلح عربستان سعودی را برعهده دارد. خلبانان نظامی نیروی هوایی پاکستان در سال ۱۹۶۹ میلادی برای شرکت در حملهٔ نظامی علیه یمن جنوبی، با هواپیماهای نیروی هوایی سلطنتی سعودی پرواز کردند و در این عملیات شرکت نمودند. در دهه‌های ۱۹۷۰ و ۱۹۸۰ میلادی، حدود ۱۵٫۰۰۰ سرباز پاکستانی در عربستان سعودی مستقر بودند. عربستان سعودی مذاکراتی برای خرید موشک‌های بالستیک مجهز به کلاهک هسته‌ای را با پاکستان داشته‌است. همچنین احتمال داده می‌شود که عربستان سعودی به‌طور مخفیانه برنامهٔ بمب اتمی پاکستان را پشتیبانی مالی می‌کند و به‌دنبال خرید جنگ‌افزار هسته‌ای از این کشور است تا بتواند در برابر تهدیدهای نظامی احتمالی دیگر کشورهای منطقه مقابله کند. هر دو کشور با هیئت‌های نمایندگی رده بالایی از پژوهشگران، نظامیان، و سیاست‌مداران در تلاش‌اند تا راه‌های گسترش برنامهٔ هسته‌ای عربستان سعودی را مورد بررسی قرار دهند.
به گفتهٔ برونو ترتره (Bruno Tertrais) پژوهشگر کنسرسیوم غیرنظامی اتحادیهٔ اروپا، در طی گفتگوهای غیررسمی که در سال ۲۰۰۵ میلادی برگزار شد، مقامات ادارهٔ فرماندهی پیشین پاکستان اعلام کردند که گسترش کلاهک‌های هسته‌ای پاکستان در عربستان سعودی «بدتر از بحران موشکی کوبا» است. ترتره نتیجه‌گیری می‌کند که هیچگونه مدرک معتبر عمومی‌ای در زمینهٔ همکاری‌های هسته‌ای بین دو کشور وجود ندارد.
پاکستان درخواست عربستان سعودی مبنی بر همکاری نیروهای نظامی این کشور به‌منظور مداخلهٔ نظامی در یمن به رهبری عربستان سعودی را رد کرد.

### نیروهای نظامی پاکستان در عربستان سعودی
در میان سال‌های ۱۹۸۲ تا ۱۹۸۷ میلادی، پاکستان حدود ۲۰٫۰۰۰ نیروی نظامی را به‌منظور دفاع از اماکن مقدس اسلامی در عربستان سعودی مستقر کرد. همچنین گزارش شده‌است که حدود ۷۰٫۰۰۰ نیروی پاکستانی در خدمت ارتش عربستان سعودی قرار دارند.
در فوریهٔ ۲۰۱۸ میلادی، پاکستان اعلام کرد که نیروهایی را به‌منظور «آموزش و مشاوره» به عربستان سعودی اعزام خواهد کرد.

## روابط فرهنگی و تجاری

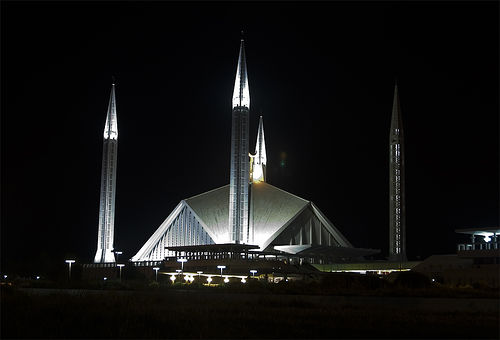
مسجد شاه فیصل در پاکستان که به نام فیصل بن عبدالعزیز، پادشاه عربستان سعودی نامگذاری شده‌است. این مسجد با کمک‌های مالی فیصل بن عبدالعزیز ساخته‌شد.

عربستان سعودی کمک‌های مذهبی و آموزشی فراوانی را به پاکستان ارائه می‌دهد، و یکی از بزرگ‌ترین مشارکت‌کنندگان در ساخت مساجد و مدرسه‌های مذهبی در سراسر پاکستان است. از جملهٔ آن‌ها می‌توان به مسجد شاه فیصل در اسلام‌آباد اشاره‌کرد که به یاد فیصل بن عبدالعزیز، پادشاه سعودی نام‌گذاری شده‌است. از سال ۱۹۸۰ میلادی، تعداد مدرسه‌های مذهبی پاکستان از ۸۰۰ مدرسه به ۲۷٫۰۰۰ مدرسه در سال ۱۹۹۷ میلادی افزایش یافته‌است و همهٔ آن‌ها توسط عربستان سعودی تأمین مالی می‌شوند.
از سال ۱۹۴۷ میلادی، احزاب سیاسی پاکستان برای فعالیت‌های سیاسی‌شان در سراسر کشور، از طریق عربستان سعودی تأمین مالی می‌شوند. یکی از شهرهای مهم پاکستان که در گذشته «لیال‌پور» نامیده می‌شد، به احترام ملک فیصل، در سال ۱۹۷۷ میلادی به «فیصل‌آباد» تغییر نام یافت. عربستان سعودی مقصد اصلی زائران و حجاج پاکستانی است، و تعداد پاکستانی‌های ساکن در عربستان سعودی حدود ۱ میلیون نفر است. عربستان سعودی یکی از حامیان اصلی برنامهٔ «اسلامگرایی» ژنرال ضیاءالحق در دههٔ ۱۹۷۰ میلادی بود. در سال ۲۰۰۶ میلادی، «نشان پاکستان»، عالی‌ترین نشان غیرنظامی این کشور به عبدالله بن عبدالعزیز، پادشاه عربستان سعودی اهدا شد.
عربستان سعودی بزرگ‌ترین تأمین‌کنندهٔ نفت خام پاکستان است. این کشور همچنین کمک‌های مالی گسترده‌ای به پاکستان انجام می‌دهد و انتقال پول مهاجران پاکستانی در عربستان سعودی نیز یکی منابع اصلی ارز خارجی پاکستان است. در سال‌های اخیر، هر دو کشور هیئت‌های نمایندگی عالی‌رتبه‌ای را پذیرا بودند که نتیجهٔ آن‌ها، برنامه‌هایی برای گسترش همکاری‌های دوجانبه در زمینه‌های تجاری، آموزشی، املاک، گردشگری، فناوری اطلاعات، ارتباطات، و کشاورزی بوده‌است. عربستان سعودی در زمینهٔ توسعهٔ روابط تجاری با پاکستان از طریق شورای همکاری خلیج فارس کوشش می‌کند، که در نتیجهٔ آن، پاکستان در حال مذاکره برای انعقاد قرارداد تجارت آزاد با اعضای این شورا است. حجم مبادلات میان پاکستان و کشورهای عضو شورای همکاری خلیج فارس در سال ۲۰۰۶ میلادی، ۱۱ میلیارد دلار آمریکا بوده‌است. همکاری مالی شامل ۳ میلیارد دلار کمک و وام است که ۱٫۵ میلیارد دلار در بانک مرکزی پاکستان سپرده شده‌است.